# Carneval-Club-Korpskommando-Koblenz 1968
Der Carneval-Club-Korpskommando-Koblenz 1968 e. V. (CCKK) ist einer der ältesten noch existierenden Karnevalsclubs der Bundeswehr. Der Verein wurde am 9. Januar 1968 durch den damaligen Kommandierenden General des III. Korps, Generalleutnant Albert Schnez, gegründet. Der CCKK ist eingetragener Verein mit anerkannter Gemeinnützigkeit. Der Name besagt heute nichts mehr über die Zugehörigkeit zu einer bestimmten Kommandobehörde, er wurde aus Traditionsgründen beibehalten.

## Gründungsgeschichte
Generalleutnant Albert Schnez knüpfte mit der Gründung des Vereines an eine uralte Tradition an: General Neidhardt von Gneisenau erkannte bereits vor inzwischen fast 200 Jahren, dass die Beteiligung an der rheinischen Tradition sich positiv auf die Akzeptanz der Bevölkerung gegenüber der Garnison auswirkt und ordnete die Teilnahme der Preußischen Heeresmusik an den Karnevalsumzügen in der Umgebung an. Die Intension von General Schnez war eine etwas andere: Er schuf mit dem CCKK ein Instrument, um den zuversetzten Soldaten im Standort Koblenz-Lahnstein die Möglichkeit zu bieten, sich über das rheinische Brauchtum zu integrieren und war somit bereits 1968 auf dem Gebiet der Betreuung und Fürsorge tätig, das heute zunehmend an Bedeutung gewinnt.

## Der Halsorden des CCKK
Der erste Halsorden des Carnevals-Club-Korpskommando war dem Orden des preußischen Militärordens „Pour le Mérite“ zu ähnlich. Dies führte zu einem Eklat mit der „amtlichen“ Ordensgemeinschaft der Ritter des Pour le Merite unter damaliger Präsidentschaft des Fliegergenerals Theo Osterkamp, worauf der Halsorden noch im Jahr 1968 abgeändert werden musste. In dieser geänderten Form wird er noch heute an die Mitglieder verliehen.

## Der Verein heute
Mit der Aufstellung des Heeresführungskommandos (HFüKdo) hat sich der CCKK in seiner Satzung diesem nachgeordnet. Im Jahr 2013 fand der Unterstellungswechsel zum Kommando Sanitätsdienst der Bundeswehr statt, da das Heer nach Strausberg verlegt wurde. Der CCKK ist offen für alle Interessierten, vorwiegend am Standort Koblenz-Lahnstein. Die Mitglieder sind weltweit stationiert. Der Schwerpunkt der Arbeit liegt auch heute noch in der Betreuung der Bundeswehrangehörigen am Standort Koblenz-Lahnstein. Unter anderem werden durch den Verein Angehörigen im Einsatz befindlicher Soldaten unentgeltliche Kartenkontingente für die traditionelle Sitzung des CCKK im Soldatenfreizeitheim zur Verfügung gestellt. Über den CCKK nehmen Interessierte an den Veranstaltungen, Empfängen oder Sitzungen während der Karnevalssession teil. Im Rahmen der Mitgliederbetreuung finden Fischessen am Aschermittwoch, Wandertage, Grillfeste, ein- oder mehrtägige Ausflüge und regelmäßige Treffen zur Kontaktpflege statt.
Der CCKK unterstützt den Inspekteur des Sanitätsdienstes bei dessen eigenen Veranstaltungen, insbesondere bei der Prinzenvorstellung im Oktober/November und bei der Erstürmung der Bundeswehr am Freitag vor Rosenmontag aktiv. Der CCKK ist das Bindeglied des Inspekteurs zur Arbeitsgemeinschaft Koblenzer Karneval (AKK) und den angegliederten Vereinen.
Im Jahr 2015 thematisierte der CCKK mit dem Motto „Von Gneisenau bis Kowelenz olau“ 200 Jahre Preußen in Koblenz und wies damit auch auf seinen geschichtlichen Ursprung hin.

## Darstellung in der Öffentlichkeit
Bei allen Veranstaltungen wird der CCKK von den Medien als Bundeswehr wahrgenommen und dargestellt. Somit ist ein Teil seiner Aufgaben auch die Öffentlichkeitsarbeit. Für die Vereine der AKK sind die Mitglieder des CCKK immer wieder Ansprechpartner für alle Fragen im Zusammenhang mit dem Arbeitsplatz Bundeswehr.

## Mitgliedschaft
Grundsätzlich steht der Verein allen aktiven und ehemaligen Bundeswehrangehörigen sowie befreundeter Streitkräfte auf Antrag offen. Auch der Bundeswehr nahestehende Personen können dem Verein beitreten. Interesse am rheinischen Brauchtum, an Kameradschaftspflege, an Frohsinn und Geselligkeit, aber möglichst auch an aktiver Mitarbeit sind die Voraussetzungen, um mit dem CCKK den Karneval zu leben und zu erleben.

## Hintergrundinformation
Prinzenvorstellung bei Inspekteur Sanitätsdienst der Bundeswehr(Okt/Nov):
Zu Zeiten der französischen Besatzung bestand der französische Stadtkommandant darauf, dass ihm der Prinz der kommenden Session vorgestellt wurde. Ob er jemals einen Kandidaten abgelehnt hat, ist nicht überliefert. Dieser Tradition folgend, werden seit der Vereinsgründung Prinz und Confluentia dem höchsten militärischen Repräsentanten in der Garnison vorgestellt. Dies ist der erste offizielle Auftritt der Tollitäten der kommenden Session.
Kommandoerstürmung: Ebenfalls eine alte Tradition, die heute auch in anderen Standorten gepflegt wird. Die karnevalistischen Garden übernehmen für drei Tage das Zepter über Behörden und Verwaltung. So erstürmen am Freitag nach Schwerdonnerstag oder auch Weiberfastnacht die närrischen Garden der AKK auf Seiten von Prinz und Confluentia die von den Bundeswehrdienststellen verteidigte Rheinfeste Koblenz (das Bundeswehrbehördenhaus, Sitz des Bundesamtes für Ausrüstung, Informationstechnik und Nutzung der Bundeswehr (BAAINBw)). Der Präsident des BAAINBw und der Inspekteur werden selbstverständlich von „ihrer“ Hausgarde, dem CCKK, schlagkräftig unterstützt. Trotz ausgeklügelter feinster Taktik ist es bisher nur ein einziges Mal gelungen, zumindest ein Unentschieden zu erreichen. Dies gelang unter Generalleutnant Wolfgang Otto als Befehlshaber im Jahre 2009.

## Der CCKK ist Mitglied
- im Förderverein Rheinisches Karnevalsmuseum e.V., Koblenz
- im Förderverein Bundeswehrfamilien Koblenz-Lahnstein e.V.
- im Oldtimer-Club „MAN 630“
- in der Arbeitsgemeinschaft Koblenzer Karneval
- im Bund Deutscher Karneval